# Nipoã (ort)
Nipoã är en ort i Brasilien.   Den ligger i kommunen Nipoã och delstaten São Paulo, i den södra delen av landet, 600 km söder om huvudstaden Brasília. Nipoã ligger 445 meter över havet och antalet invånare är 4 274.
Terrängen runt Nipoã är platt. Närmaste större samhälle är Monte Aprazível, 17,0 km norr om Nipoã.
Omgivningarna runt Nipoã är en mosaik av jordbruksmark och naturlig växtlighet. Runt Nipoã är det ganska glesbefolkat, med 26 invånare per kvadratkilometer.